# ヴェスト・ポケット・コダック

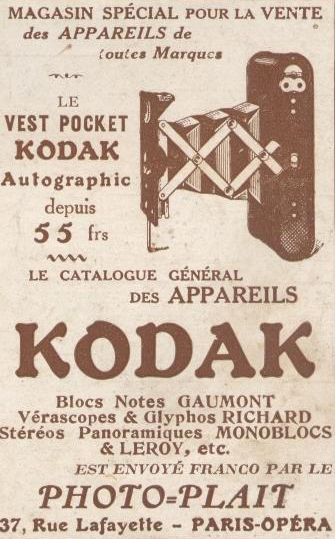
ヴェスト・ポケット・コダックの広告

ヴェスト・ポケット・コダック（Vest Pocket Kodak 、VPK）はコダックのカメラである。
ポケット・コダックより小さく「一般のポケットより小さいヴェストのポケットにも入ってしまうカメラ」との意から命名されたが、日本ではしばしばベスト（Best ）と誤解されている。
大量生産で安価だったこと、文字通り小型軽量だったことから1912年発売とともにベストセラーとなり1925年までに180万台が販売された。コンテッサ・ネッテルのピコレット、六櫻社（コニカを経て現コニカミノルタホールディングス）のパーレット等類似商品が多数販売された。単玉レンズを使用しているモデルを日本では「ベス単」と俗称する。すなわち「ヴェスト・ポケット・コダック > ベス単」であって「ヴェスト・ポケット・コダック = ベス単」ではない。127フィルムを使用し4×6.5cm判で、このフォーマットが「ベスト判」と呼ばれる起源となった。

## 製品
レンズは1群2枚メニスカス単玉72mmF11、ダルメイヤーの2群4枚ラピッド・レクチリニア（Rapid Rectilinear 、RR）72mmF8（ＵＳ絞り、F11相当）、自社製4群4枚コダック・アナスチグマットF8、4群4枚コダック・アナスチグマット84mmF7.7、4群4枚コダック・アナスチグマット84mmF6.9等多種が知られている。イギリスコダックはテッサーなどアメリカ本社のカタログにもないレンズを独自に装着して販売していた。
- オリジナルモデル（1912年発売） - 光沢のあるエナメル仕上げで「ツル単」と俗称された[3]。後次第に結晶仕上げの個体が多くなり、最終的には全て結晶仕上げとなった。シャッターはT、B、1/25、1/50秒。
- スペシャル（1914年発売） - ゲルツ、イカ、コンテッサ・ネッテル等の類似商品が優秀なレンズをつけて来たのに対抗し、コダックがレンズ部門を作って製造したコダック・アナスチグマット84mmF8レンズを装着したモデル。これは優秀なレンズながら間もなく製造中止になったものの、その後コダック・アナスチグマット84mmF7.7つきが発売されかなり長期間販売された。
- オートグラフィック（1915年発売） - カーボン紙を挟んであり鉄筆でフィルムにデータを書き込めるオートグラフィックフィルムに対応した。レンズはメニスカス単玉72mmF11やコダック・アナスチグマット84mmF7.7など。
- モデルB（1925年発売） - ヴェスト・ポケット・コダックを称するがオリジナルモデルとは全く違うモデルである。
- ホークアイ（1931年発売） - 高級版。青、緑、赤の各種ボディ−カラーがあった。

## ベス単フード外し
このカメラに装着されているメニスカス単玉は単純な1群2枚の構成で、シャープに写すためにレンズフード様の絞りにより開放絞りをF11に制限して球面収差が目立たないようにしていたが、日本では大正時代の末期に当時のフィルム感度が低かったことから少しでも高速シャッターを切るためレンズのF値を明るくしようとフード様の絞りを外したところ球面収差で幻想的な軟焦点描写が得られたことから軟焦点レンズとして独自の人気が出た。この場合開放F値はF6.8程度になる。後にウォレンサック製プロ用軟焦点レンズの代名詞的存在「ヴェリート」から「プアマンズ・ヴェリート」と呼ばれるようになった。
しかし1970年代にはボディーが時代遅れとなり127フィルムで最新フィルムが発売されなくなったこと、6×4.5cm判カメラに装着する改造をする人もいたが専門家に改造を依頼せねばならずまた引き受ける人がいなくなったこと、ペンタックス用ヘリコイド接写リングが発売されたことから、ベス単作家の飯島卯太郎が近代的な24×36mm（ライカ）判カメラに装着できないかと提案、これを受けて秋谷方がボディーキャップ中心にφ20mmの穴を開け、ベス単のカメラボディー前板のピスを外して裏の締め付けリングを緩めてレンズとシャッターのセットを外し、前述ボディーキャップの穴に組み込み、No.1接写リング、ヘリコイド接写リングを介してボディーに取り付ける方法を編み出し、1973年『ペンタックスギャラリーニュースNo.18』に発表した。この手法はオリジナルを破壊しないので元にも戻せる。

市場でベス単が求めにくくなって来たことから1986年に清原光学がこのレンズと同一の構成でVK70Rという70mmF5レンズを発売し、誰でもが「ベス単フード外し」の描写を簡単に楽しめるようになった。さらにこのレンズが24×36mm（ライカ）判で風景写真を撮影するには少し望遠過ぎるということで広角化された50mmF4.5のVK50Rが1987年に追加され、またケンコーからも同様のMCソフト45mmF4.5レンズが発売されている。ケンコーの軟焦点レンズは他にMCソフト35mmF4とMCソフト85mmF2.5が存在するが、これらはベス単の描写を再現しているわけではない。

### 撮影
ピント面にもソフト効果が掛かり、ピント面の後方は芯の残ったボケ方になるため、一般のレンズより「ピントが合っている」と感じられる範囲は広い。風景写真を撮影する場合には焦点距離70mmのレンズでピント位置7m、焦点距離50mmのレンズでピント位置5mとすれば無限遠までパンフォーカスとなる。
ピント合わせをして撮影する場合迅速に合焦することは困難であるので、置きピンの手法を使う。スプリットやマイクロプリズムは邪魔になるので可能なら全面マットのスクリーンを使用する。絞りをF7に設定し、マットを見ながらヘリコイドを繰り出して行くと「ピントが合った」と感じられる箇所があり、そこからわずかに繰り出してフレアーが見える箇所が本当にピントの合っている状態である。

## その他
しばしば「世界で最初にロールフィルムを使ったカメラ」と解説されるが、1888年にはすでに「ザ・コダック」が発売されており、明らかな誤りである。
ジョージ・マロリーは1924年のエベレスト挑戦時にヴェスト・ポケット・コダックのモデルBを携帯しており、1999年に遺体が発見された際に登頂したか否かという歴史的疑問が解かれると期待されたが、カメラは見つからなかった。しかしモデルBの発売は挑戦の後年であり、この説には信憑性が期待できない。
また、フィルムメーカー主導の簡易カメラという点で富士フイルムによる写ルンですとの関連性も語られている。